# Les Pontets
Les Pontets ist eine französische Gemeinde mit 137 Einwohnern (Stand: 1. Januar 2022) im Département Doubs in der Region Bourgogne-Franche-Comté.

## Geographie
Les Pontets liegt auf 1008 m über dem Meeresspiegel, etwa 25 Kilometer südwestlich der Stadt Pontarlier (Luftlinie). Das Bauerndorf erstreckt sich im Jura, in der Talmulde der Combes Dernières südlich der Kette der Haute Joux mit dem Turchet und nördlich des Val de Mouthe.
Die Fläche des 6,36 km² großen Gemeindegebiets umfasst einen Abschnitt des französischen Juras. Der zentrale Teil des Gebietes wird von der Talsenke der Combes Dernières (1005 m) eingenommen, die in strukturgeologischer Hinsicht eine Synklinale des Faltenjuras bildet. An den tiefsten Stellen ist diese Talmulde vermoort und ganz im Südwesten befindet sich ein kleiner Moorweiher. Das Gebiet zeigt jedoch keine oberirdischen Fließgewässer, weil das Niederschlagswasser im verkarsteten Untergrund versickert. Diese Talmulde wird im Süden von den Kuppen von Les Esseux (1071 m) flankiert. Im Norden erstreckt sich das Gemeindeareal bis auf den dicht bewaldeten breiten Kamm der Haute Joux mit den beiden Gipfeln Turchet (1227 m) und Saint-Sorlin, auf dem mit 1237 m die höchste Erhebung von Les Pontets erreicht wird. Das Gemeindegebiet ist Teil des Regionalen Naturparks Haut-Jura (frz.: Parc naturel régional du Haut-Jura).
Nachbargemeinden von Les Pontets sind Cerniébaud und Mignovillard im Norden, Rondefontaine im Osten, Mouthe im Süden sowie Reculfoz im Westen.

## Geschichte
Im Mittelalter gehörte Les Pontets zur Herrschaft Mouthe. Zusammen mit der Franche-Comté gelangte das Dorf mit dem Frieden von Nimwegen 1678 an Frankreich. Heute ist Les Pontets Mitglied des 13 Ortschaften umfassenden Gemeindeverbandes Communauté de communes des Hauts du Doubs.

## Sehenswürdigkeiten

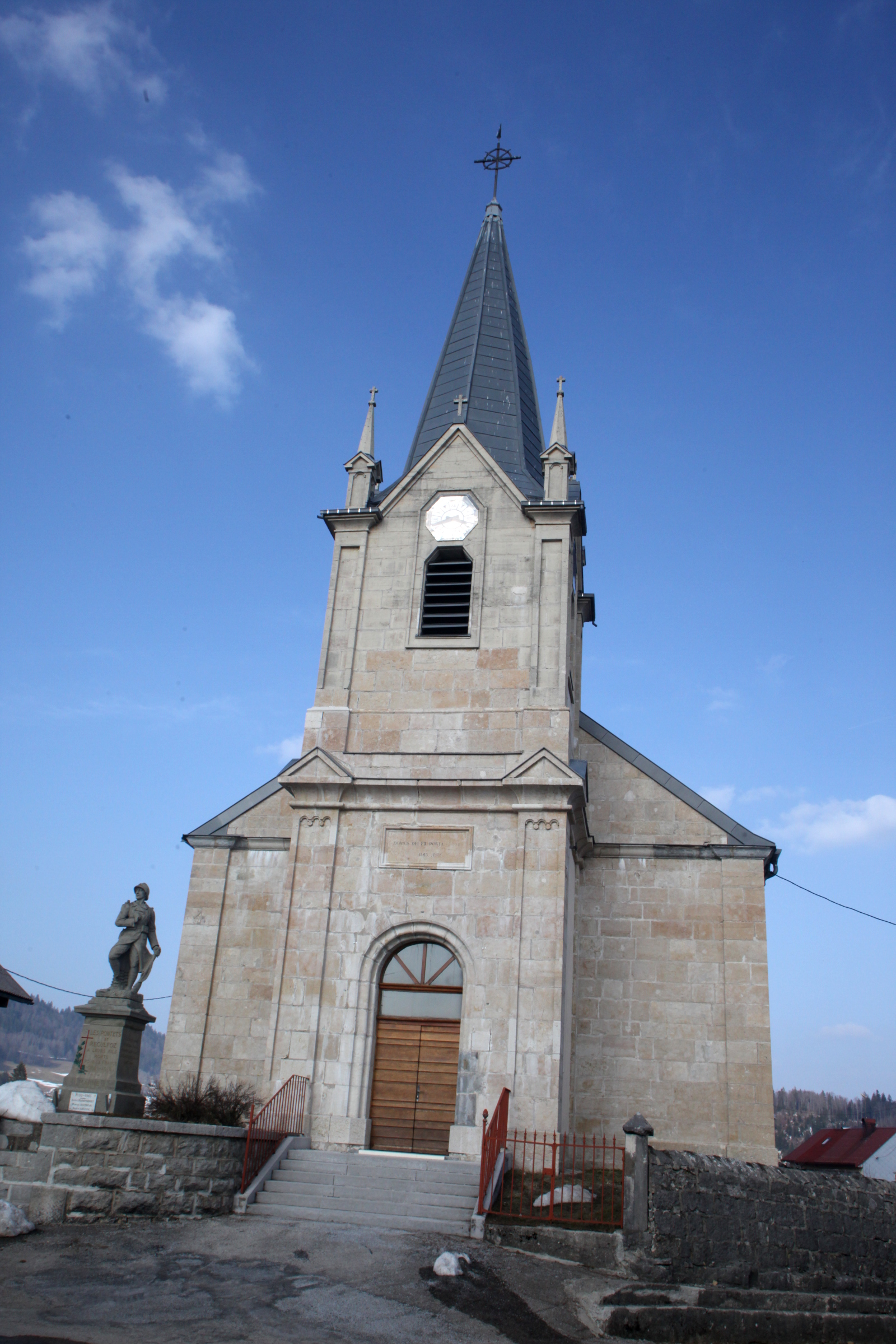
Kirche Mariä Heimsuchung

Die Pfarrkirche Mariä Heimsuchung von Les Pontets (Église de la Visitation-de-Notre-Dame) wurde 1845 erbaut. Im Dorf befindet sich ein Herrschaftshaus aus dem 18. Jahrhundert, das im 19. Jahrhundert vergrößert wurde. Einige charakteristische Bauernhäuser im traditionellen Stil des Hochjura aus dem 18. und 19. Jahrhundert sind erhalten.

## Bevölkerung
| Jahr                       | 1962 | 1968 | 1975 | 1982 | 1990 | 1999 | 2006 | 2016 |
| Einwohner                  | 93   | 100  | 73   | 69   | 65   | 84   | 100  | 139  |
| Quellen: Cassini und INSEE |      |      |      |      |      |      |      |      |

Mit 137 Einwohnern (1. Januar 2022) gehört Les Pontets zu den kleinsten Gemeinden des Départements Doubs. Nachdem die Einwohnerzahl in der ersten Hälfte des 20. Jahrhunderts deutlich abgenommen hatte (1881 wurden noch 184 Personen gezählt), wurde seit Beginn der 1990er Jahre wieder ein leichtes Bevölkerungswachstum verzeichnet.

## Wirtschaft und Infrastruktur
Les Pontets war bis weit ins 20. Jahrhundert hinein ein vorwiegend durch die Landwirtschaft, insbesondere Milchwirtschaft und Viehzucht, sowie durch die Forstwirtschaft geprägtes Dorf. Daneben gibt es heute einige Betriebe des lokalen Kleingewerbes, darunter eine Käserei und eine Sägerei. Mittlerweile hat sich das Dorf auch zu einer Wohngemeinde gewandelt. Viele Erwerbstätige sind Wegpendler, die in den größeren Ortschaften der Umgebung ihrer Arbeit nachgehen.
Die Ortschaft liegt abseits der größeren Durchgangsstraßen an einer Departementsstraße, die von Chaux-Neuve nach Remoray-Boujeons führt. Weitere Straßenverbindungen bestehen mit Mouthe und Nozeroy.